# Geochelone
Genre
Geochelone est un genre de tortues de la famille des Testudinidae.

## Répartition
Les 2 espèces de ce genre se rencontrent en Asie.

## Description

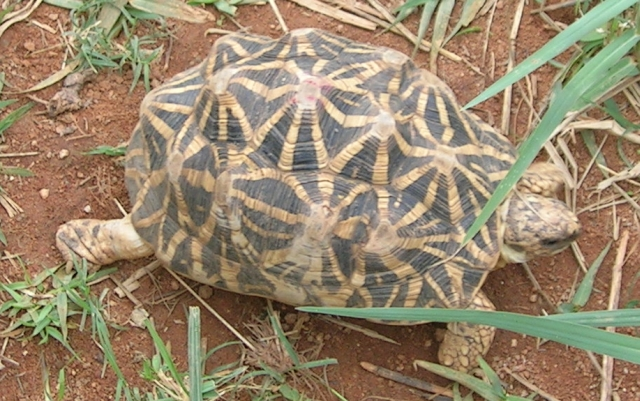
Geochelone elegans

Ces tortues terrestres sont principalement herbivores. Leur taille se mesure à la longueur de leur carapace. 

## Longévité
Les tortues ont généralement des durées de vie comparables à celles des êtres humains, mais certaines des Geochelone sont connues pour pouvoir vivre plus de 150 ans. Pour cette raison, elles symbolisent la longévité dans quelques cultures, par exemple en Chine. 

## Liste des espèces
Selon TFTSG (20 juin 2014) :
- Geochelone elegans (Schoepff 1795) — Tortue étoilée d'Inde
- Geochelone platynota (Blyth 1863) — Tortue étoilée de Birmanie ou tortue à dos plat

et l'espèce fossile :
- Geochelone orthopygia (Cope, 1878)
- Geochelone burchardi (Ahl, 1926)
- Geochelone vulcanica (López-Jurado & Mateo, 1993)
- Geochelone gymnesica (Bate, 1914)

## Taxinomie
Les espèces des genres Aldabrachelys, Astrochelys, Centrochelys, Chelonoidis et Stigmochelys ainsi que l'espèce fossile Testudo atlas étaient autrefois classées dans Geochelone.

## Publication originale
- Fitzinger, 1835 : Entwurf einer systematischen Anordnung der Schildkröten nach den Grundsätzen der natürlichen Methode. Annalen des Wiener Museums der Naturgeschichte, vol. 1, p. 105-128 (texte intégral).